# Dipartimento di Bocanda
Il dipartimento di Bocanda è un dipartimento della Costa d'Avorio. È situato nella regione di N'Zi, distretto di Lacs.
Nel censimento del 2014 è stata rilevata una popolazione di 126.910 abitanti. 
Il dipartimento è suddiviso nelle sottoprefetture di Bengassou, Bocanda, Kouadioblékro e N'Zécrézessou.